# Hannah Reinikainen
Hannah Reinikainen (* 1992 in Stockholm) ist eine schwedische Filmregisseurin.

## Leben
Reinikainen studierte Journalistik an der Universität Stockholm und Dokumentarfilm an der Biskops Arnö Folkhögskola. Sie war als Regieassistentin und Editorin an der Entstehung des Films von Shapeshifters von Sophie Vuković beteiligt. Ihren ersten dokumentarischen Langfilm, Always Amber, realisierte sie gemeinsam mit Lia Hietala. Der Film feierte seine Weltpremiere im Rahmen der Berlinale 2020 und ist für den Teddy Award nominiert.

## Filmografie
- 2016: Nybohovsbacken (Kurzfilm)
- 2017: She only beat the one she loves (Kurzfilm)
- 2020: Always Amber